# CITEX
O CITEX - Centro de Formação Profissional do Têxtil e do Vestuário é um centro protocolar com sede no Porto, que tem como objectivo promover acções de formação profissional orientadas para as necessidades dos diversos subsectores da indústria têxtil e vestuário.

## História
Fundado no Porto, em 1981, através de um protocolo estabelecido entre o Fundo de Desenvolvimento de Mão-de-Obra e três associações têxteis (APIM - Associação Portuguesa das Indústrias de Malha, ANIVEC - Associação Nacional das Indústrias de Vestuário e Confecção e ANITAF - Associação Nacional das Indústrias Têxteis Algodoeiras e Fibras), o CITEX oferece diversificados percursos de formação profissional, desenvolvendo a sua actividade de acordo com a organização da fileira têxtil mundial: Design de Moda e Têxtil, Tecelagem, Tricotagem, Enobrecimento Têxtil, Modelação, Organização da Produção, Confecção, Qualidade, Manutenção e Formação Transversal orientada para a indústria em geral. A formação desenvolvida pelo CITEX contempla componentes teórico-práticas, através do recurso a tecnologia e equipamentos industriais modernos. Na base do processo formativo está o apoio tecnológico e psicopedagógico, com o objectivo de promover a valorização sócio-profissional dos seus alunos.
Com a integração das competências do Fundo de Desenvolvimento de Mão-de-Obra no IEFP, I.P. - Instituto de Emprego e Formação Profissional, o protocolo de constituição deste centro de formação passou a ser outorgado por aquele instituto público, a ATP - Associação Têxtil e de Vestuário de Portugal e a ANIVEC - Associação Nacional das Indústrias de Vestuário e de Confecção.
Sedeado no Porto, o CITEX teve diferentes pólos em Barcelos, Vila das Aves, Lousada e Delães.
Em 2011, no âmbito de um processo de racionalização e enriquecimento da oferta formativa vocacionadas para a fileira da indústria têxtil, vestuário, confecção, malhas e lanifícios, operou-se a fusão do CITEX com dois outros centros protocolares (CIVEC - Centro de Formação Profissional da Indústria de Vestuário e Confecção e CILAN - Centro de Formação Profissional para a Indústria de Lanifícios). Desta fusão, homologada pela Portaria nº 135/2011, de 4 de abril , surgiu o MODATEX - Centro de Formação Profissional da Indústria Têxtil, Vestuário, Confecção e Lanifícios. Este novo centro protocolar , com sede no Porto, delegações em Lisboa e Covilhã e pólos em Vila das Aves e Barcelos, visa a promoção de actividades de formação profissional e de reconhecimento e validação de competências, a prestação de serviços e apoio técnico a entidades no âmbito do sector da indústria têxtil, do vestuário e dos lanifícios.
Fernando Lopes, Hugo Veiga, Júlio Waterland, Katty Xiomara, Lara Torres, Luciana Teixeira, Luís Buchinho, Maria Gambina, Nuno Baltazar, Nuno Gama, Osvaldo Martins, Paulo Cravo, Pedro Mourão e Ricardo Dourado são alguns dos designers de moda portugueses que iniciaram a sua formação no CITEX.